# 후난 대학
후난 대학(湖南大學)은 중화인민공화국의 국립 대학교이다.

## 연혁
송 제국 시대 태종 원년이었던 976년에 후난 웨뤼 서원(湖南嶽麓書院)으로 첫 개교되었고 먼 훗날 중화민국 대륙 본토 국민정부 시대였던 1926년에 후난 웨루 서원(湖南嶽魯書院)으로 교명 개칭되었으며 1927년 후난 대서원(湖南大書院)으로 교명 개칭되었고 1929년 후난 대학당(湖南大學堂)으로 교명 개칭되었으며 이후 1933년 후난 대학관(湖南大學館)으로 교명 개칭되었고 중화인민공화국 정권 초기 때이던 1950년 후난 대학(山東大學)으로 교명이 개칭되었으며 이후 이 교명이 현재에 이르고 있다.

## 같이 보기
- 분류:후난 대학 교수